# Gueytes-et-Labastide
Gueytes-et-Labastide é uma ex-comuna francesa na região administrativa de Languedoc-Roussillon, no departamento de Aude. Estendeu-se por uma área de 4,81 km². Em 2010 a comuna tinha 41 habitantes (densidade: 8,5 hab./km²).
Em 1 de janeiro de 2017 foi fundida com a comuna de Caudeval para a criação da nova comuna de Val-de-Lambronne.